# Jawad
Jawad è una suddivisione dell'India, classificata come nagar panchayat, di 16.143 abitanti, situata nel distretto di Neemuch, nello stato federato del Madhya Pradesh. In base al numero di abitanti la città rientra nella classe IV (da 10.000 a 19.999 persone).

## Geografia fisica
La città è situata a 24° 38' 08 N e 74° 51' 25 E.

## Società

### Evoluzione demografica
Al censimento del 2001 la popolazione di Jawad assommava a 16.143 persone, delle quali 8.189 maschi e 7.954 femmine. I bambini di età inferiore o uguale ai sei anni assommavano a 2.259, dei quali 1.134 maschi e 1.125 femmine. Infine, coloro che erano in grado di saper almeno leggere e scrivere erano 11.222, dei quali 6.551 maschi e 4.671 femmine.